# ジョアンナ・ヒファーナン

『白のシンフォニー第1番-白の少女』ヒファーナンをモデルにしたホイッスラーの絵画（ワシントン・ナショナル・ギャラリー（1862年））

ジョアンナ・ヒファーナン （英: Joanna Hiffernan/Heffernan（1843年頃 - 1903年以降））は、19世紀に複数の有名な絵画にモデルとして描かれたアイルランド出身の女性。「ジョー (Jo)」という愛称で呼ばれ、アメリカ人画家ジェームズ・マクニール・ホイッスラーの恋人だったが、フランス人画家ギュスターヴ・クールベとも関係があったのではないかといわれている。赤毛のヴィクトリア朝風の美女で、大きな議論を巻き起こしたクールベの『世界の起源』のモデルもヒファーナンだと考えられている。また、ヒファーナンはモデルとしてだけではなく、自身でも絵画を描いている。

## 前半生
アイルランドに生を受けたヒファーナンは、敬虔なローマ・カトリック信者であった。彼の父、パトリック・ヒファーナンは、著名な画家ジェームズ・マクニール・ホイッスラーの知己であり、アメリカの芸術家・作家であるジョセフとエリザベス・ペネル夫妻の往復書簡にもその名が記されている。
その書簡には、パトリックがイギリスの著名な小説家ウィリアム・メイクピース・サッカレーの代表作『ペンデニス』に登場する、大酒飲みのアイリッシュマン「キャプテン・コスティガン」になぞらえて評されている。
さらに、ペネル夫妻はパトリックを「洗練されたカリグラフィーの教師」として紹介しており、ホイッスラーについては、まるで実の息子であるかのように周囲に語っていたという記述も残されている。
ヒファーナンの母カテリーナは1862年に44歳で死去しており、ブリジット・アグネスという妹がいた。1863年にホイッスラーに師事したイギリス人画家ウォルター・グリーヴス (en:Walter Greaves (artist)) はヒファーナンと親しく、ヒファーナンにはハリーという名前の息子がいたと主張していたが、これを証明する公的な記録は一切発見されていない。

## 絵画のモデル

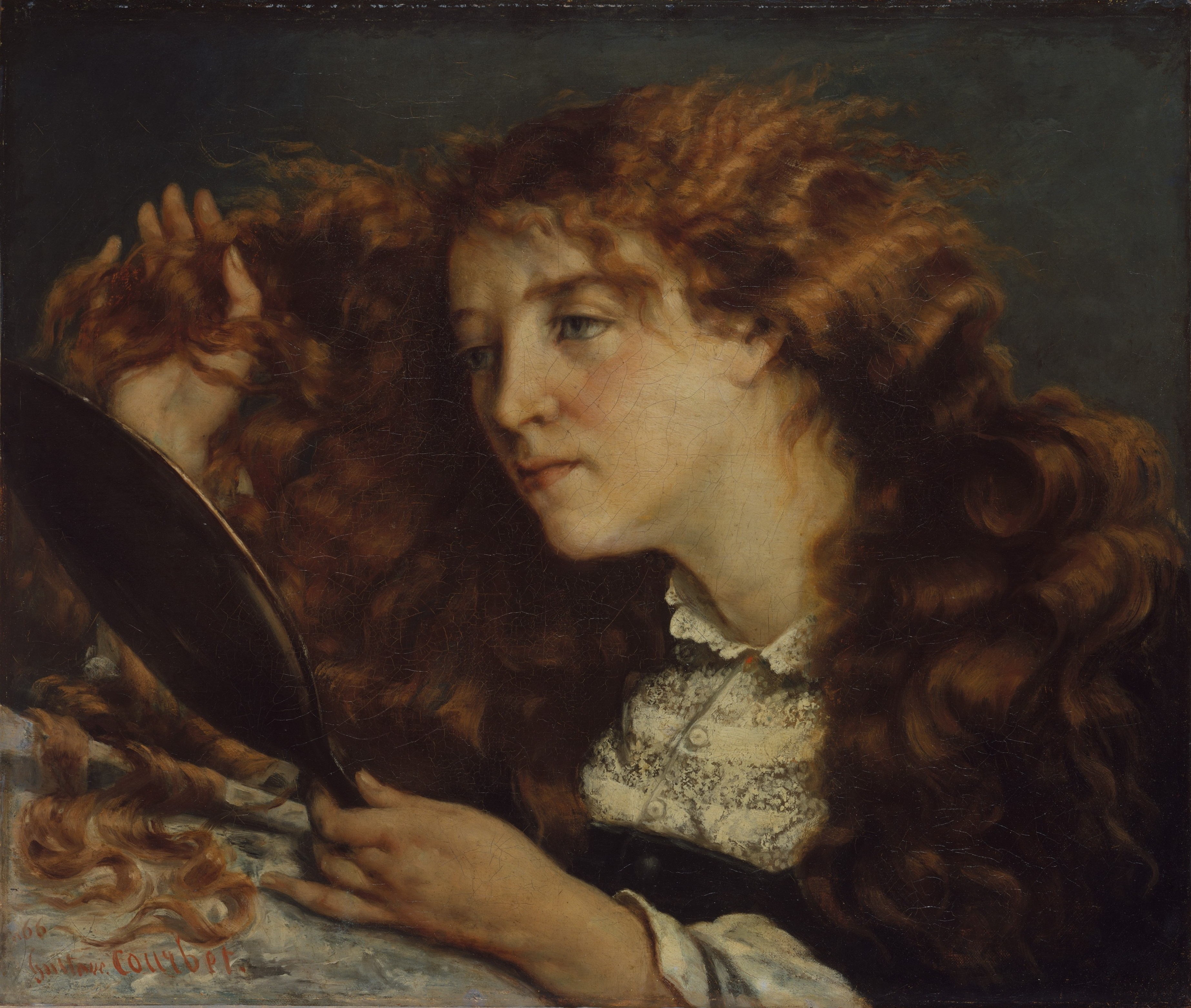
ヒファーナンをモデルにクールベが描いた『美しきアイルランド女（ジョーの肖像）』クールベ（1866年）

ホイッスラーが最初にヒファーナンに出会ったのは1860年で、当時ヒファーナンはロンドンのラズボーン・プレイスのスタジオにいた。その後6年にわたってホイッスラーと関係を持ち、その間にホイッスラーの有名になった絵画のモデルを数回務めた。人目を引く容姿とその個性は非常に印象的なもので、ホイッスラーの伝記作家や、友人たちが多くヒファーナンのことを書き残している。ペネル夫妻はヒファーナンのことを「彼女は美しいだけではなく、知性的で思いやりがある。ホイッスラーにつねに愛情を注ぎ、彼はその愛情なしには何もできないくらいだ」と書いた。
しかしながらホイッスラーの家族はヒファーナンを認めなかった。ヌードになるようなこともあった絵画モデルは、当時では売春婦と大差ない存在と見なされていたためである。しかしヒファーナンは友人たちに頼まれてモデルを務めたに過ぎず、ホイッスラーの家族が認めなかったのはヒファーナンの個人的問題ではなく、社会的階級差が原因だったのかも知れない。1864年にホイッスラーの母がアメリカからロンドンを訪れたときに、同居していたヒファーナンは別の場所に泊まらざるを得なかった。また、ディジョン生まれの画家アルフォンス・ルグロ (en:Alphonse Legros) とホイッスラーとの1864年の諍いはヒファーナンが原因だったとも考えられている。

ヒファーナンがモデルではないかといわれるクールベの『世界の起源』（1866年）

1861年の夏にホイッスラーとともにフランスを訪れ、1861年冬から1862年にかけてバティニョール大通りのスタジオで『白のシンフォニー第1番-白の少女』のモデルを務めた。このフランス滞在中にホイッスラーの友人で同僚の画家の、後にヒファーナン自身がその作品でモデルとなるギュスターヴ・クールベと出会ったのかも知れない。
1863年にヒファーナンとホイッスラーは交霊会に参加するために、イギリス人画家・詩人だったダンテ・ゲイブリエル・ロセッティのチェルシーの邸宅を訪れ、その後1865年の夏と秋をフランスのトゥルーヴィル=シュル=メールで過ごしている。1866年にホイッスラーが7ヶ月間南米のバルパライソに滞在していたときにはヒファーナンに全権を与え、家計の一切とホイッスラーの絵画作品を自由に売る許可を出した。

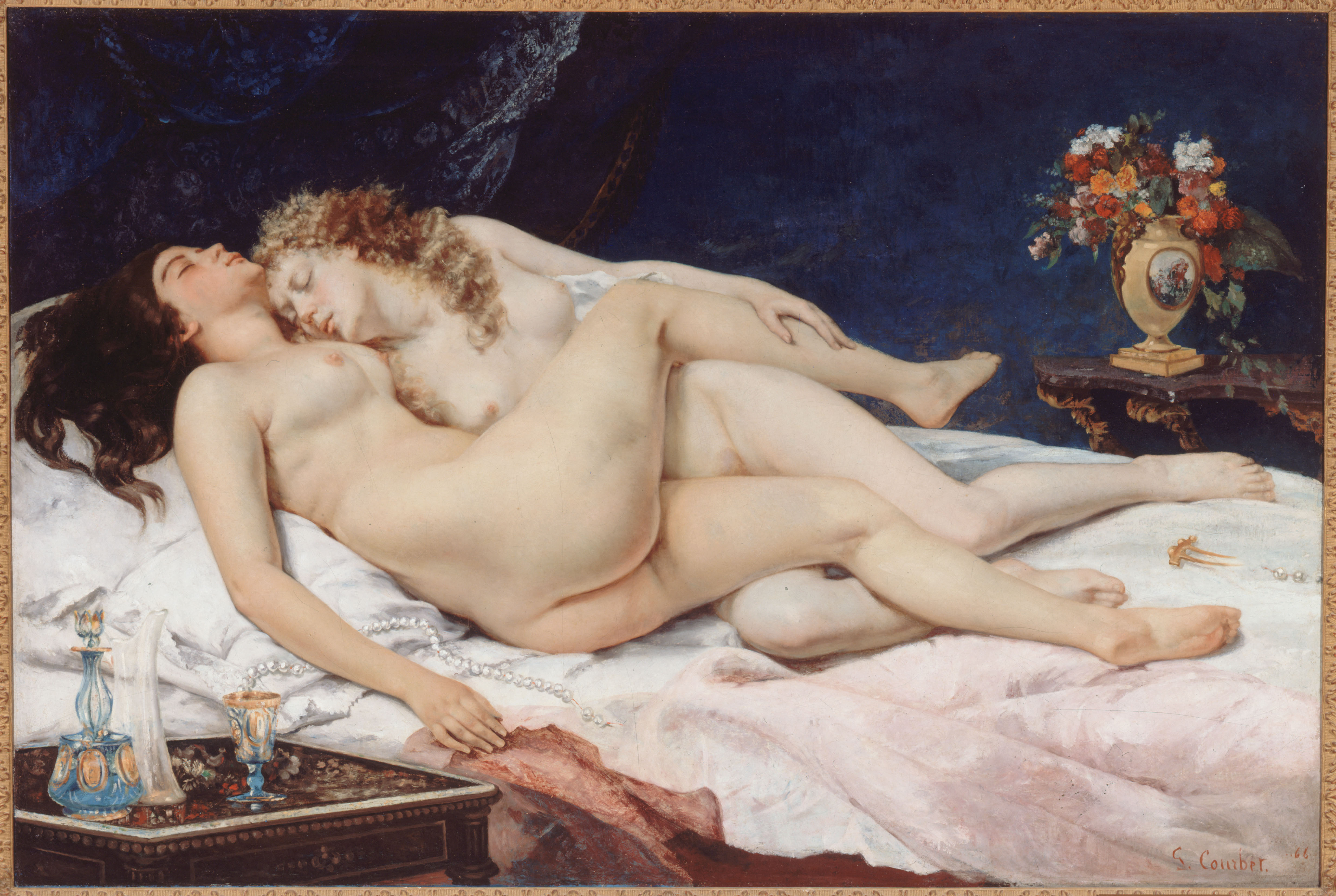
『眠り』クールベ（1866年）

ホイッスラーが不在だったこのときにヒファーナンはパリを訪れ、ベッドに横たわった二人の裸の女性を描いたクールベの絵画『眠り』のモデルとなった。パリ滞在中のヒファーナンとクールベが関係をもっていた可能性もある。クールベが1866年に描いた扇情的な絵画『世界の起源』もヒファーナンがモデルではないかとする見解があり、二人の関係に対する疑惑が後年のホイッスラーとクールベが仲違いする原因になった。後にヒファーナンとの関係が終わったホイッスラーはアメリカに戻ったが、ヒファーナンの好意に感謝する遺言を残している。

## 晩年

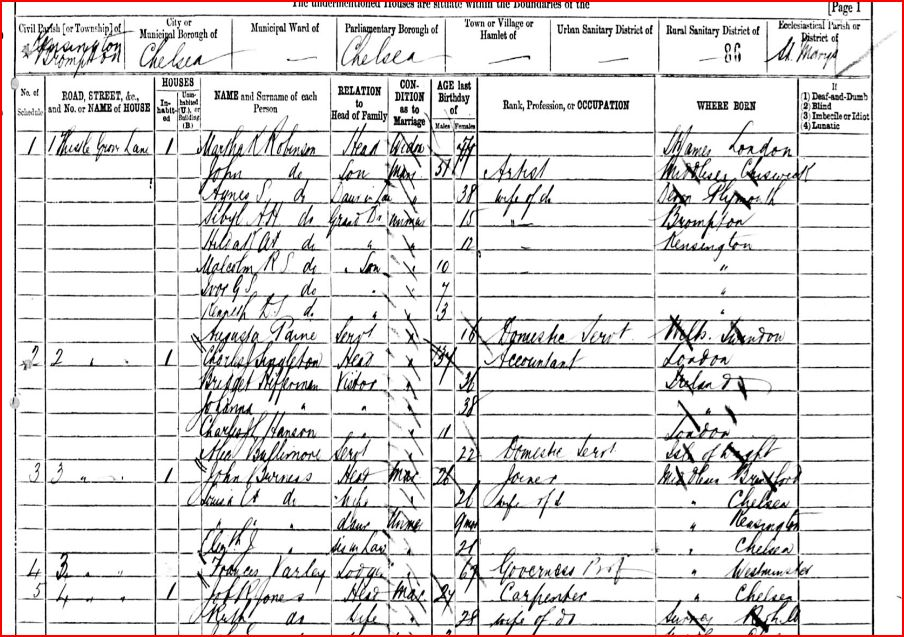
ヒファーナンの名前が記された国勢調査用紙

ホイッスラーと破局したヒファーナンは、ホイッスラーがメイドのルイーザ・ファニー・ハンソンに産ませた息子チャールズ・ジェイムズ・ホイッスラー・ハンソン（1870年 - 1935年）の養育に手を貸している。ホイッスラーが新しい愛人モード・フランクリン (en:Maud Franklin) とヴェネツィアに滞在していた1880年に、ヒファーナンとチャールズはシスル・グローヴ・レーン5番でともに暮らしていた。1881年のイギリス国勢調査記録に、ヒファーナン、妹ブリジッド、チャールズが、後にブリジットと結婚することになるシスル・グローヴ・レーン2番のチャールズ・シングルトンの家を訪れていたという記録が残っている。
1880年以降のヒファーナンの消息はほとんどわかっていない。クールベの妹ジュリエッタ・クールベ（1831年 - 1915年）が1882年12月18日の書簡で、「美しいアイルランド女性」がニースに住んでいると書いており、ここはヒファーナンがアンティークやクールベの絵画を売り払った場所であった。
アメリカの実業家で美術品収集家でもあったチャールズ・ラング・フリーア (en:Charles Lang Freer) は、1903年にホイッスラーの葬式で、喪服に身を包んで歩いていたヒファーナンに会っている。フリーアの友人で印象派の画家たちのパトロンだったルイジーヌ・ハヴメイヤー (en:Louisine Havemeyer) は、このときの様子をフリーアから直接聞いており、後に次のように回想している。

## 小説の登場人物
フランス人作家クリスティーヌ・オルバンは、2000年に小説『私が世界の起源だった（J’étais l’origine du monde）』を発表した。この作品において、オルバン自身が語り手として登場する。物語の中で、彼女はギュスターヴ・クールベの恋人であり、彼の著名な作品のモデルを務めた女性として描かれている。
一方、ベルナール・ティセードルが1996年に発表した小説『起源の物語（Le roman de l’origine）』においても、主題はクールベの絵画そのものである。この小説もまた、オルバンが問題の絵画『世界の起源』のモデルであったという解釈を採用している。

## ジョアンナ・ヒファーナンを扱った文献や小説など
- Pennell, Elizabeth Robins and Pennell,  Joseph: The Life of James McNeill Whistler, 2 vols, 1908, London and Philadelphia, Philadelphia : J.B. Lippincott company ; London : W. Heinemann
- Pennell, Elizabeth Robins and Pennell, Joseph: The Whistler Journal, 1921, Philadelphia, J. B. Lippincott Company
- Du Maurier, Daphne (Ed.): The Young George du Maurier: A Selection of his Letters, 1860-67, Garden City, NY, Doubleday, 1952
- Ionides, Luke: Memories, 1925, Paris
- Lechien, Isabelle Enaud: James Whistler, le peintre et le polémiste 1834–1903, Paris, ACR Édition, 1995 ISBN 2-86770-087-6
- Teyssèdre, Bernard: Le roman de l’origine, Paris, Gallimard, 1996 ISBN 9782070784110
- Guégan, Stéphane & Haddad, Michèle: L'ABCdaire de Courbet et le realisme, Paris, Flammarion, 1996 ISBN 978-2-08012-468-5
- Orban, Christine: J’étais l’origine du monde, Paris, Albin Michel, 2000 ISBN 9782226116697
- MacDonald, Margaret F. et al.: Whistler, Women and Fashion, 2003, New Haven and London, Yale University Press ISBN 9780300099065
- Savatier, Thierry: L'Origine du monde, histoire d'un tableau de Gustave Courbet, Paris, Bartillat, 2006 ISBN 2-84100-377-9